# August Broos
August Broos, född 9 november 1894, död 27 oktober 1954, var en friidrottare från Belgien. Han deltog vid olympiska sommarspelen 1920 och olympiska sommarspelen 1924.